# Agua potable y saneamiento en Costa Rica
Para más información y más fuentes véase también la versión de este artículo en inglés que ya necesita ser traducida en español

Durante los últimos diez años, Costa Rica ha logrado notables avances en la expansión del acceso a los servicios de abastecimiento de agua, pero el sector se enfrenta a desafíos significativos, debido a la reducida cobertura de los servicios de alcantarillado, la deficiente calidad del servicio, y el bajo nivel de recuperación de costos.

## Acceso
Costa Rica es un país de América Central con una geografía accidentada, que abarca desde bosques tropicales hasta costas en el Caribe y el Pacífico. Aunque su capital, San José, es la sede de distintas instituciones culturales, como el Museo del Oro Precolombino, Costa Rica es conocida, sobre todo, por sus playas, sus volcanes y su biodiversidad. Aproximadamente un cuarto de su territorio corresponde a selvas protegidas, repletas de fauna, como el mono araña y los quetzales. 
Costa Rica, con una población de 5 millones de personas, de las cuales aproximadamente el 61% reside en zonas urbanas, ha logrado un avance significativo durante la última década en la expansión de la cobertura de los servicios de agua para las zonas urbanas. 
Aproximadamente el 99% de la población urbana cuenta con conexión a los sistemas de abastecimiento de agua (comparado con un promedio de 90% en la región América Latina y el Caribe), lo que representa un aumento significativo con respecto al 92%, que se registraba en 1990. Un 48% cuenta con conexión domiciliaria urbana al alcantarillado público o con tanques sépticos individuales. En 2006, el Banco Japonés de Cooperación Internacional (JBIC, por sus siglas en inglés), suscribió un préstamo para el Proyecto de Mejoramiento del Medio Ambiente del Área Metropolitana de San José, destinado a desarrollar una planta de tratamiento de aguas negras y a la instalación de alcantarillado. 
El nivel de cobertura en las zonas rurales es menor. Aproximadamente el 92% de los 1.7 millones de pobladores rurales cuenta con conexión a los sistemas públicos de abastecimiento de agua, y un 97% a los servicios de saneamiento, principalmente a través del uso de tanques sépticos y letrinas.
costa rica tiene el 99,9 porciento al aguA POTABLE

## Calidad del servicio
El incremento de las tasas de cobertura de los servicios de agua y saneamiento en todo el país enmascara las deficiencias de calidad de los mismos. En 2005, sólo un 70% de la población era abastecida con agua de calidad potable. Es más, el 96% de todas las aguas residuales urbanas recolectadas se desagua en ríos y en cuerpos receptores sin ningún tratamiento, generando riesgos de salud pública y la contaminación de los recursos hídricos.
En la mayoría de las regiones del país, la capacidad de producción de agua es muy similar a la demanda actual, por lo que el riesgo de afrentar un déficit en un futuro cercano es considerable y, de hecho, varias ciudades ya sufren escasez y racionamiento de agua.

## Contaminación
Las instalaciones existentes de saneamiento en sitio, como los tanques sépticos, no siempre son una solución adecuada. Algunos de éstos contaminan los acuíferos utilizados como fuentes de abastecimiento de agua. Además, el sedimento que se remueve al limpiar los tanques sépticos suele descargarse en los ríos, lo que constituye una fuente de contaminación que se suma a la descarga de aguas negras que se menciona anteriormente.

## Responsabilidad por el abastecimiento de agua y el saneamiento

### Prestación de los servicios
De acuerdo con la Ley de Agua Potable de 1953, los 81 municipios del país (llamados cantones) tienen la responsabilidad de prestar servicios de agua y saneamiento. Sin embargo, en la práctica, estos servicios son proporcionados por las siguientes entidades: 
- El Instituto Costarricense de Acueductos y Alcantarillados (AyA), una institución pública centralizada que responde ante el Ministerio de Salud. AyA tiene a su cargo la administración y la operación directa de los sistemas de acueductos y alcantarillados que sirven al 46% de la población, principalmente en las zonas urbanas. AyA presta servicio directo al 3% de la población rural.

- Las municipalidades que, en total, prestan servicio al 16% de la población.

- La Empresa de Servicios Públicos de Heredia (ESPH S.A.), una empresa autónoma que presta múltiples servicios públicos y que fue constituida bajo una ley privada. Esta empresa brinda servicios de agua, alcantarillado y electricidad a la provincia de Heredia, en la zona norte del país, atendiendo al 5% de la población costarricense.

- Los Comités Administradores de Acueductos Rurales (CAAR) y las Asociaciones Administradoras de Sistemas de Acueductos y Alcantarillados Sanitarios (ASADAS), las cuales brindan servicio a un total de 24% de la población del país en 1,620 comunidades.

- Otras organizaciones privadas que operan sistemas de aguas, tales como desarrolladores de viviendas, que sirven a un 5% de la población.

El Artículo 5 de la Ley del ente regulador ARESEP (véase abajo) permite que el sector privado preste servicios de abastecimiento de agua. Sin embargo, en la práctica, el sector privado no desempeña ningún rol en el sector.
Además de su función como proveedor de servicios en su área de competencia, las responsabilidades de AyA incluyen:
- Proporcionar apoyo a las comunidades rurales fuera de su área de competencia;
- monitorear el cumplimiento con las normas técnicas;
- garantizar la continuidad de la prestación de los servicios en todo el país (al punto de poder asumir la operación directa de sistemas defectuosos no operados por AyA); y
- dirigir el desarrollo del sector en toda la nación.

En especial, el Departamento de Obras Rurales dentro del AyA es responsable de la planificación, el diseño, el financiamiento y la construcción de sistemas rurales de abastecimiento de agua y de saneamiento. También tiene a su cargo la entrega de asistencia técnica a las asociaciones de acueductos y alcantarillados.

### Políticas y regulación
Las principales instituciones involucradas en la política y regulación del sector agua y saneamiento costarricense son:
- El Ministerio de Salud (MINSALUD) es el ente rector en materia de salud, el cual tiene a su cargo la fiscalización del sector agua;

- La Autoridad Reguladora de los Servicios Públicos (ARESEP), creada en 1999, la cual es responsable por la regulación económica, incluyendo la fijación de tarifas y el monitoreo y control de la eficiencia y calidad de los servicios, entre otras; y

- El Ministerio del Ambiente, Energía y Telecomunicaciones (MINAET), responsable por el manejo de los recursos hídricos de Costa Rica de acuerdo con la Ley Orgánica del Ambiente, así como por el otorgamiento de licencias ambientales.

Otros ministerios también cumplen un rol en el sector, algunas veces con funciones y responsabilidades que se superponen.
De hecho, AyA desempeña un rol indirecto y significativo en las políticas y las regulaciones, ya que supervisa el cumplimiento con las normas técnicas, puede hacerse cargo de los sistemas defectuosos, y asesora al Ministerio en asuntos relacionados con el desarrollo del sector. Esta doble función implica un conflicto de intereses.

## Acontecimientos recientes
La gerencia del AyA es electa políticamente y es reemplazada con frecuencia según los distintos ciclos políticos. Los servicios de saneamiento que proporciona son deficientes y su situación financiera se ha venido deteriorando desde 1999.
AyA busca incrementar la cobertura rural a 98% en los próximos tres o cuatro años mediante el convenio suscrito en marzo de 2007 entre el Banco Popular y el Banco Centroamericano de Integración Económica (BCIE). Los objetivos principales del convenio son promover la sustentabilidad de las ASADAS y ayudarlas a lograr un 100% de cobertura, así como incorporarlas a un sistema automatizado de información a fin de mejorar sus registros de operación y el proceso de cobro de tarifas, en el marco de una estrategia de fortalecimiento de los acueductos rurales.

## Eficiencia (pérdidas de agua)
El nivel de agua no facturada (“pérdidas de agua”) de las empresas de agua costarricense es elevado puesto que la mayoría de los sistemas están operando con pérdidas que suelen ascender al 50%, cifra que refleja un alto grado de ineficiencia y pone en riesgo la continuidad del servicio.

## Tarifas y recuperación de costos
En Costa Rica, las tarifas de acueductos y alcantarillados son aprobadas por el ente regulador ARESEP. Los ingresos del sector agua y saneamiento costarricense no cubren los costos de operación y mantenimiento, por lo que la situación financiera del sector es precaria.
Los niveles tarifarios no permiten una total recuperación de los costos. En el caso del AyA, se emplean subsidios cruzados de la zona metropolitana de San José hacia otras zonas urbanas y rurales del país. La tarifa se fundamenta en los requerimientos a corto plazo de flujo de caja, en vez de basarse en los costos económicos reales de la prestación del servicio. AyA solicita incrementos tarifarios cuando su situación financiera es precaria, y no como resultado de una planificación de inversiones a largo plazo. El ente regulador tiende a aprobar estos requerimientos sólo en forma parcial.
AyA no ha recibido compensación alguna por parte del gobierno por haber asumido el rol que desempeña como principal proveedor de subsidios para el sector rural. Esta situación representa una gran carga financiera para AyA, y es una de las razones explicativas de sus problemas económicos. Debido a que el gobierno no subsidia directamente al sector rural, no está consciente de la magnitud del problema y de su impacto financiero sobre AyA.
Las tarifas para las zonas rurales tampoco permiten la recuperación de costos. Estas tarifas fluctúan y, en 2001, equivalían a un promedio de 18 centavos de dólar por metro cúbico, en comparación con los 25-28 centavos de dólar que cobraba AyA por metro cúbico.

## Inversión y financiamiento

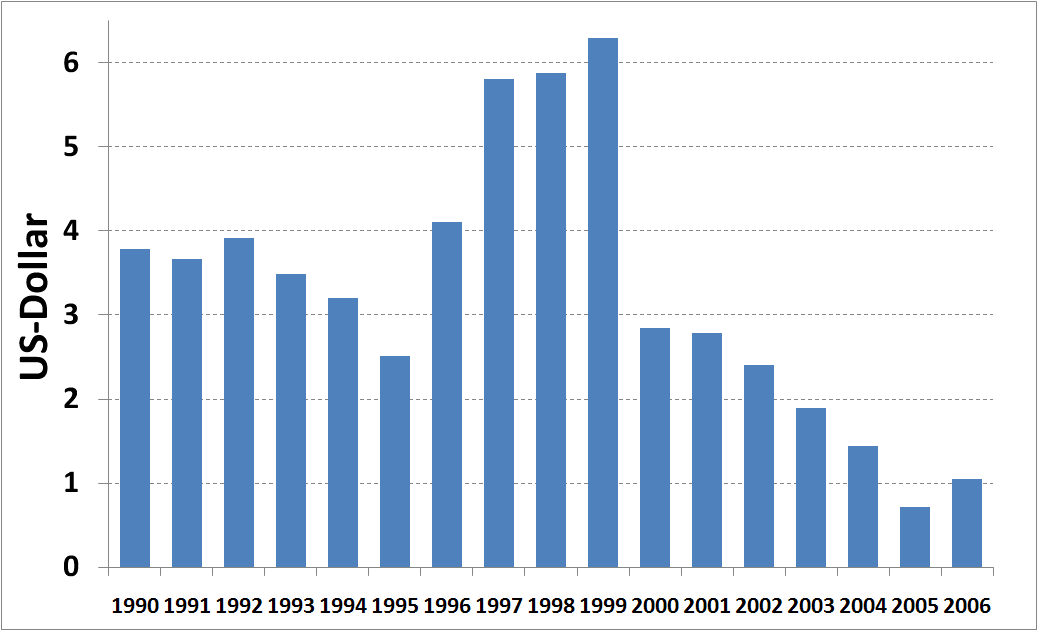
Inversión costarricense per cápita en el sector de agua potable y saneamiento entre 1991 y 2006 en dólares estadounidenses de 2006.

A fin de mejorar los servicios del sector agua y saneamiento costarricense, es necesario realizar grandes esfuerzos e inversiones cuantiosas. En el pasado, más del 60% de las inversiones en el sector provenían de los recursos gubernamentales, y la mitad de estos recursos se financiaba con préstamos multilaterales. Sin embargo, dados los actuales requerimientos sectoriales de inversión, el gobierno ya no puede sostener una proporción tan alta de financiamiento para el sector. Por consecuencia, se torna necesario incrementar la generación interna de efectivo por parte de los proveedores de servicio, así como la movilización de financiamiento comercial.
Según la Controlaría General de la República, se invirtieron US$ 203 millones en el sector de agua potable y saneamiento entre 1990 y 2006, lo que resulta en promedio en US$ 3.3 per cápita y año. La inversión anual aumentó durante los años 90 y llegó a US$ 6.3 per cápita en 1999. Desde 2000, descendió notablemente hasta solo US$ 0.7 en 2005 y US$ 1.1 en 2006. Comparado con otros países Latinos, el nivel de inversiones en el sector costarricense es bajo.
Gran parte de las inversiones que se realizan en las zonas rurales proviene de donaciones canalizadas a través del AyA.
En 2002, AyA propuso un programa de modernización del sector (2001-2020), el cual contempla mantener la cobertura de los servicios urbanos de agua en 98.5%, e incrementar drásticamente la cobertura del alcantarillado urbano a 89% para el año 2020. También contempla incrementar a 90% la cobertura de los servicios rurales de agua para el mismo año. La inversión total requerida para poner en práctica este programa asciende a 1.6 mil millones de dólares, es decir, aproximadamente 80 millones al año, lo que refleja los muchos años de negligencia en el mantenimiento de los activos del AyA. Estas cifras son cuatro veces más que la inversión anual promedio durante el período 1991-1998. En 2002, AyA estimó que, tomando en cuenta la mayor generación de efectivo y las mejoras en la eficiencia, el gobierno tendría que continuar financiando sólo un 40% de la inversión.

## Apoyo externo
Los principales donantes involucrados en el sector del agua son JBIC, KfW y BCIE (Banco Centroamericano de Integración Económica), los cuales han aportado, o aportan, préstamos al AyA. Actualmente, el BID no está involucrado en procesar un nuevo préstamo sectorial o en el debate de políticas. El JBIC le ha otorgado al AyA un préstamo para el proyecto de aguas residuales de San José (Costa Rica), y el BCIE/Banco Rural le han aportado un préstamo destinado al sector rural.

### Banco Japonés de Cooperación Internacional
- Proyecto de Mejoramiento del Medio Ambiente del Área Metropolitana de San José

## Leyes pertinentes
- Ley 1634 de 1953, Ley General de Agua Potable (2)
- Ley 2726 de 1961, Ley bajo la cual se crea el AyA (3)
- Listado de todas las leyes pertinentes (4)